# Granja
|  | Per a altres significats, vegeu «Granja (desambiguació)». |

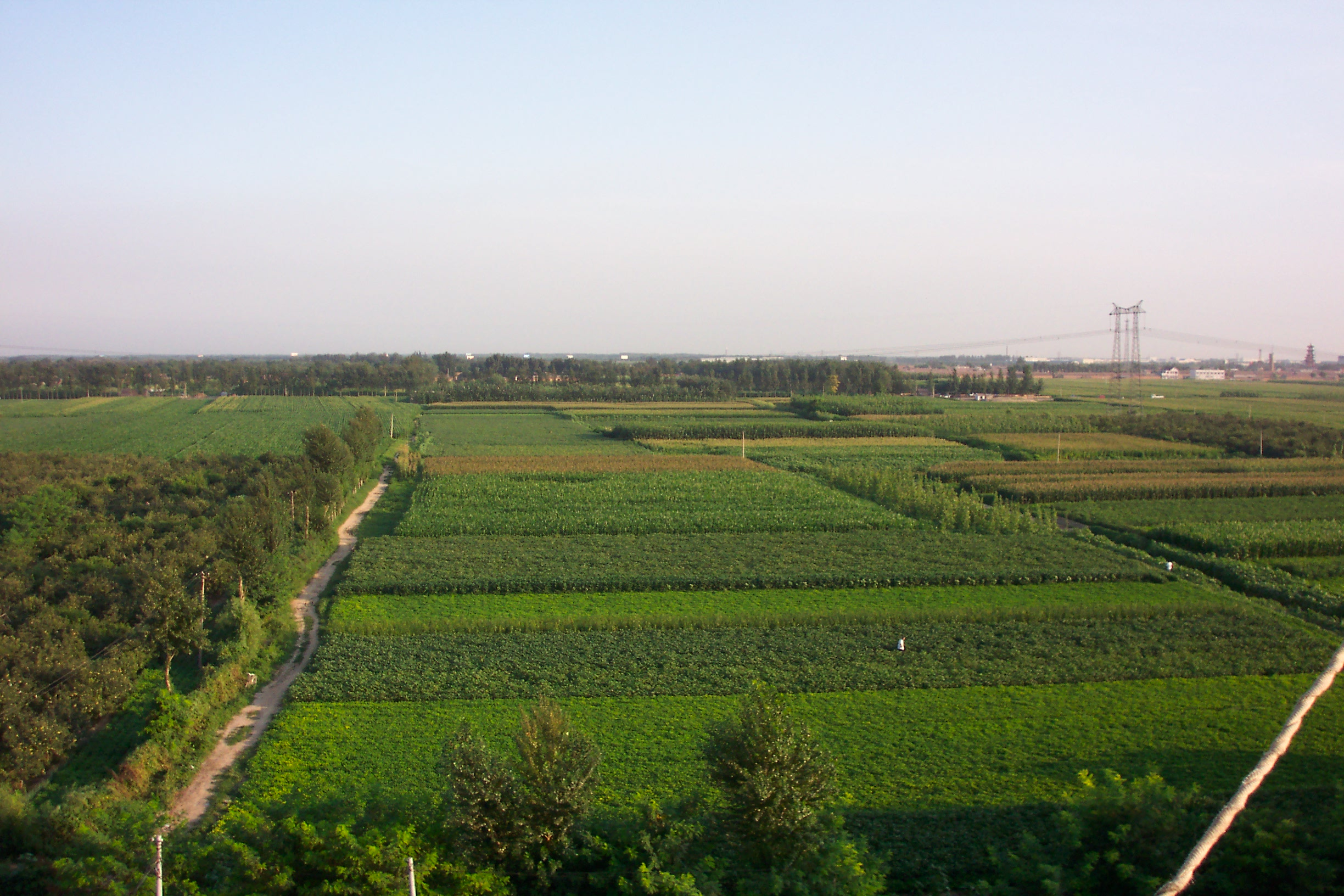
Terrenys d'una granja a la Xina.

Una granja és un terreny rural on s'exerceix l'agricultura i la ramaderia. És la unitat bàsica de l'agricultura, destinada a la producció i administració de la collita o a la cria d'aviram i de bestiar. Més específicament la granja pot designar només el lloc o edifici destinat a la cria d'animals.
En el sentit de l'explotació agrària tradicional constituïda per una casa de camp amb diverses dependències, de la qual depenen els boscos, les pastures i les terres de conreu de la propietat, és anomenada mas a Catalunya i al País Valencià; alqueria, també al País Valencià i a Balears; possessió, a Mallorca; o lloc, a Menorca.
Segons les regions, la granja pot tenir una activitat diversificada en el sector agrari i ramader, o bé estar més o menys especialitzada en un sector particular: els cereals, la vinya (viticultura), els arbres fruiters, productes de l'hort (horticultura), etc.
Quan la granja transforma i comercialitza els seus propis productes, com ara formatges, productes làctics, aviram, ous, embotits, fruites i hortalisses, confitura, vi, llana..., parlem de «productes de granja». La comercialització d'aquests productes, per regla general, segueix un circuit curt (venda a la granja mateix, al mercat o al comerç local).

## Llista d'obres d'agricultura
La descripció d'alguns tipus de granges pot consultar-se en obres sobre agricultura.
- c 250 aC. Tractat d'agricultura del cartaginès Magó (escriptor).[1][2]

- c 160 aC.  De agricultura (Sobre l'agricultura). Cató el Vell.[3][4]

- 37 aC. De Re Rustica Libri III. Marc Terenci Varró.[5]

- c 40 dC. De Re Rustica.  Columel·la.[6][7]

- c 355. Opus agriculturae.  Pal·ladi.[8][9]
  - El darrer llibre és un poema sobre els empelts en versos elegíacs.[10][11]

- c 544. Qimin Yaoshu.[12]

- 505–587. Varahamihira. Brihat Samhita (La gran compilació), una mena d'enciclopèdia sobre tota mena de coneixements de la seva època.[13][14][15]

- c 950. Geopònica. Cassianus Bassus Scholasticus.[16][17]
- c 1220. Kitab al-Filaha (El llibre de l'agricultura). Abu Zakariya´ Yahya.
  - Traducció al castellà del tortosí Josep Banqueri.[18]
- c 1280. Le Dite de Hosebondrie. Walter de Henley.[19]

### Any 1300

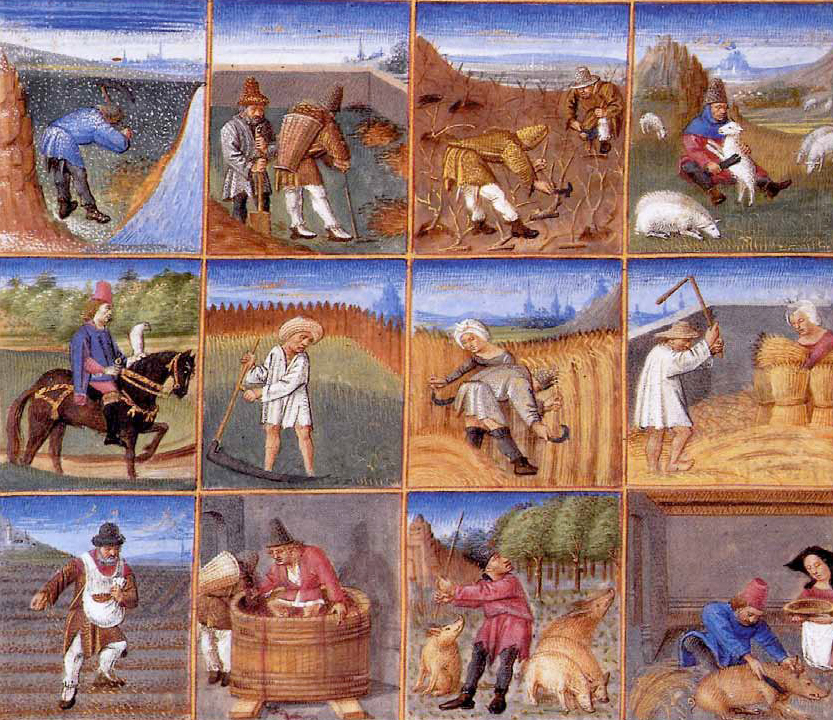
Calendari agrícola medieval. Pietro Crescenzi.

- c.1306. Liber ruralium commodorum. Pietro Crescenzi.[20]
  - Traducció italiana.[21]
- 1385. Ferrer Saiol
  - Ferrer Saiol s'encarregà de la traducció de l'obra De re rustica, de Pal·ladi, en l'onada de traduccions que hi havia en la cort del Cerimoniós.[22][23]

### Any 1400
- c 1420. Manuscrit anglès amb la traducció de l'obra de Pal·ladi Rutilià.[24][25]

### Any 1500
- 1513. Obra de agricultura. Gabriel Alonso de Herrera.[26]
  - Edició en italià.[27]

- 1554. Praedium rusticum. Charles Estienne.[28]
- 1564. L’agriculture et maison rustique. Charles Estienne et Jean Liebault.[29]

- 1578. Foure Bookes of Husbandry. Conrad Heresbach.[30]

- 1585. Five Hundred Points of Good Husbandry: Together with a Book of Huswifery. Thomas Tusser.[31][32]

- 1593. Le vinti giornate dell'agricoltura. Agostino Gallo.[33]

### Any 1600
- 1600. Le Theatre d'Agriculture et mesnage des champs. Olivier de Serres.[34]

- 1617. Llibre dels secrets d'agricultura, casa rústica i pastoril. Miquel Agustí.[35]

### Any 1700
- 1708. The whole art of husbandry. John Mortimer.[36]

- 1716. A Compleat System of Husbandry and Gardening. John Worlidge.[37]

- 1720. Economía general de la casa de Campo. Francisco de la Torre.[38]

- 1752. L' Ecole Du Jardin Potager.[39]

- 1764. Essays on husbandry. Walter Harte.[40]

- 1771. The Complete English Farmer. David Henry.[41]

### Any 1800
- 1817. Tratado del injerto: en que se explica todo lo correspondiente al arte de injertar. Claudio Boutelou.[42]
- 1841. Manuel d'agriculture pratique à l'usage des fermes de trente hectares. Spineux.[43]

- 1844. Mémoires sur quelques sujets d'agriculture, et sur la fondation d'une ferme modèle et d'une école d'agriculture dans le Canton de Vaud.[44]

- 1852. Tratado sobre huertos.[45]
- 1853. Volgarizzamento del trattato di agricoltura di Rutilio Tauro Emiliano Palladio testo di lingua la prima volta pubblicato dall'abate Paolo Zanotti.[46]
- 1861. Manuel élémentaire et classique d'Agriculture approprié aux diverses parties de la France. Louis GOSSIN.[47]

- 1865. Versuche über Plflanzenhybriden (“Experiments d'hibridació en plantes”). Gregor Mendel.[48][49]
  - Genètica mendeliana
  - Experiments sobre la hibridació de les plantes

- 1868. Manuale dell'ortolano contenente la coltivazione ordinaria e forzata delle piante d'ortaggio.[50]

- 1873. Tratado completo del cultivo de la huerta. Buenaventura Aragó.[51]

- 1874. Journal de l'agriculture de la ferme et des maisons de campagnes, de la zootechnie, de la viticulture, de l'horticulture, de l'economie rurale et des interets de la propriete.[52]

### Any 2000
- 2001. Diccionari dels noms de ceps i raïms: l'ampelonímia catalana. Xavier Favà i Agud.[53]